# 河王水库
河王水库是中国河南省郑州市荥阳市境内的一座水库，位于索河上，建于1958年。水库正常库容为1263万立方米，集雨面积为52平方千米，海拔为124.9米。